# Анохов, Николай Егорович
Николай Егорович Анохов (1927—2009) — советский и российский строитель и организатор строительства. Заслуженный строитель РСФСР (1973). Почётный гражданин города Брянска (1994).

## Биография
Родился 26 декабря 1927 года в деревне Городец Брянской области в крестьянской семье.
С 1939 года, в возрасте двенадцати лет Н. Е. Анохов  начал свою трудовую деятельность. С 1943 года в период Великой Отечественной войны работал учеником жестянщика, с 1945 года — бригадиром, с 1948 года — мастером слесарно-сборочного отдела Брянского завода № 121 Наркомата оборонной промышленности СССР, завод занимался производством реактивных снарядов для нужд фронта. 
С 1950 по 1951 годы  работал в должности инструктора, с 1951 по 1952 годы — заведующий общим отделом  Брянского районного исполнительного комитета Совета депутатов трудящихся. 
С 1952 по 1965 годы работал слесарем, мастером, прорабом, старшим прорабом и главным инженером, с 1965 по 1980 годы — начальник Брянского монтажного управления треста «Центросантехмонтаж» Министерства монтажных и специальных строительных работ СССР. За многолетний период руководством Брянского монтажного управления Н. Е. Аноховым, при участии его управления было построено множество жизненно важных объектов областного, всероссийского и всесоюзного масштаба, таких как: Брянский электромеханический завод, Брянский силикатный завод, Брянский машиностроительный завод, Брянский завод дорожных машин, Бежицкий сталелитейный завод, Брянский автомобильный завод, Болоховский завод Сантехнических заготовок, Брянская камвольно-прядильная фабрика, завод полупроводниковых приборов, завод индукционных печей, завод ирригационных машин, завод технологического оборудования, фосфоритный завод, завод сельскохозяйственных машин, электровакуумный завод, Жуковский велосипедный завод, Рогнединский и Стародубский лесоперерабатывающие заводы, Навлинский и Климовский овощесушильные заводы, Климовский крахмально-паточный завод, Стародубский и Брянский пивоваренные заводы, Новозыбковский станкостроительный завод, Клинцывский кожевенный завод «Гигант», Суражская картонная фабрика, Кожаный торфобрикетный завод, Белобережская бумажная фабрика, Новозыбковская, Брянская, Карачевская и Клинцовская швейные фабрики, Бытошская, Ивотская и Старьская стекольные заводы и многие другие объекты.
С 1980 по 1992 годы — управляющий Брянским трестом домостроения, с 1992 года —  генеральный директор этого предприятия. Н. Е. Анохов будучи руководителем этого  строительного треста добился рекордных показателей в строительстве в городе Брянске, было построено: около — 25830 квартир общей площадью более полтора миллиона квадратных метров жилья, также были построены: три поликлиники, профессиональное техническое и торговое училище, двадцать семь детских садов, одиннадцать школ, Дворец культуры, Дом инвалидов, санаторий, универмаг, телефонная станция и два магазина.
Помимо основной деятельностью занимался и общественно-политической работой: избирался депутатом Бежицкого районного и Брянского городского Советов народных депутатов, был членом бюро Брянского городского комитета КПСС.
В 1973 году Указом Президиума Верховного Совета РСФСР «за достижения в области строительства и архитектуры» Н. Е. Анохову было присвоено почётное звание — Заслуженный строитель РСФСР.  
В 1994 году «за большие достижения в развитии города Брянска» Н. Е. Анохову было присвоено почётное звание — Почётный гражданин города Брянска.
Скончался 11 августа 2009 года в городе Брянске.

## Награды
- Орден Почёта (1996[4])
- Орден Трудового Красного Знамени[1]
- Медаль «За доблестный труд в Великой Отечественной войне 1941—1945 гг.»[1]
- Медаль «Ветеран труда»[1]

## Звания
- Заслуженный строитель РСФСР (1973[2])
- Почётный гражданин города Брянска (1994[3])